# Elton Gallegly
Elton William Gallegly (ur. 7 marca 1944 w Huntington Park) – amerykański polityk, członek Partii Republikańskiej.

## Działalność polityczna
Od 1980 do 1986 był burmistrzem Simi Valley. Następnie od 3 stycznia 1987 do 3 stycznia 1993 przez trzy kadencje był przedstawicielem 21. okręgu, następnie do 3 stycznia 2003 przez pięć kadencji 23. okręgu, a od 3 stycznia 2003 do 3 stycznia 2013 przez pięć kadencji przedstawicielem 24. okręgu wyborczego w stanie Kalifornia w Izbie Reprezentantów Stanów Zjednoczonych.